# 손상 허용
손상 허용 또는 손상 허용치, 대미지 톨러런스(Damage tolerance)는 공학에서 수리가 이루어질 때까지 결함을 안전하게 유지하는 능력과 관련된 구조의 속성이다. 손상 허용치를 설명하기 위한 엔지니어링 설계 접근 방식은 모든 구조에 결함이 존재할 수 있으며 이러한 결함은 사용에 따라 전파된다는 가정을 기반으로 한다. 이 접근법은 파괴 역학의 원리를 적용하여 구조물의 균열 확장을 관리하기 위해 항공우주공학, 기계공학 및 토목공학에서 일반적으로 사용된다. 우발적인 손상, 부식 및 피로 균열이 구조물의 잔류 강도를 허용 한계 이하로 감소시키기 전에 우발적인 손상, 부식 및 피로 균열을 감지하고 수리하는 유지 관리 프로그램이 구현된 경우 구조물은 손상을 견딜 수 있는 것으로 간주된다.

## 역사
인간의 생명이 의존하는 구조물은 고장 안전 요소가 필요한 것으로 오랫동안 인식되어 왔다. 레오나르도 다 빈치는 자신의 비행 기계를 설명하면서 "날개를 만들 때 하나의 현(chord)이 긴장을 견디도록 하고 하나의 현을 같은 위치에 느슨하게 만들어서 하나가 긴장으로 부러지면 다른 하나는 그 힘을 감당할 수 있는 위치에 있도록 해야 한다"라고 언급했다.
1970년대 이전에 항공기 구조에 대한 지배적인 엔지니어링 철학은 단일 부품이 파손된 상태에서도 감항성이 유지되도록 보장하는 것, 즉 고장 안전으로 알려진 중복 요구 사항이었다. 그러나 파괴 역학의 발전과 더 해빌런드 DH.106 코멧에서 발생한 것과 같은 악명 높은 치명적인 피로 실패로 인해 항공기에 대한 요구 사항이 변경되었다. 다중 현장 손상으로 알려진 현상은 저절로 천천히 커지는 구조의 작은 균열을 시간이 지남에 따라 서로 결합하여 훨씬 더 큰 균열을 생성하고 파손 예상 시간을 크게 줄일 수 있음을 발견했다.

## 관련 문헌
- Peggy C. Miedlar; Alan P. Berens; Allan Gunderson; J. P. Gallagher, 《Damage Tolerant Design Handbook: Guidelines for the Analysis and Design of Damage Tolerant Aircraft Structures》, University of Dayton Research Institute, 2016년 7월 1일에 원본 문서에서 보존된 문서, 2016년 6월 1일에 확인함